# Anthony Bonner
Pour les articles homonymes, voir Bonner.
Anthony Bonner, né le 8 juin 1968 à Saint Louis dans le Missouri, est un joueur et entraîneur américain de basket-ball. Il évolue au poste d'ailier.